# Shine On (album)
Shine On – drugi album studyjny australijskiej grupy rockowej Jet wydany w 2006 roku.

## Lista utworów
1. "L'esprit D'escalier" – 0:23
2. "Holiday" – 3:25
3. "Put Your Money Where Your Mouth Is" – 2:32
4. "Bring It on Back" – 4:09
5. "That's All Lies" – 2:43
6. "Kings Horses" – 3:20
7. "Shine On" – 4:36
8. "Come On, Come On" – 4:24
9. "Stand Up" – 4:33
10. "Rip It Up" – 3:19
11. "Skin and Bones"– 3:17
12. "Shiny Magazine" – 3:28
13. "Eleanor" – 3:34
14. "All You Have to Do" – 4:38
15. "Hold On" - 4:03

* "Hey Kids" – 3:12 (ta piosenka jest 6 ścieżką na amerykańskiej wersji albumu)

## Pozycje na listach

### Album
| Rok  | Lista              | Pozycja |
| ---- | ------------------ | ------- |
| 2006 | Billboard 200      | #16     |
| 2006 | Australian ARIA    | #03     |
| 2006 | Official UK Charts | #13     |

| Rok  | Singel                               | Lista                  | Pozycja |
| ---- | ------------------------------------ | ---------------------- | ------- |
| 2006 | "Put Your Money Where Your Mouth Is" | Mainstream Rock Tracks | #7      |
| 2006 | "Shine On"                           | Modern Rock Tracks     | #30     |